# Cascades de Kefrida
Les cascades de Kefrida sont des chutes d'eau situées près du village d'Ait Idriss, dans la commune de Taskriout (wilaya de Béjaïa), en Algérie.  Leur hauteur totale est de 55 mètres. Elles sont distantes de 2,75 km de Bordj Mira, chef-lieu de la commune de Taskriout, de 25 km d'Aokas et de 50 km de Béjaïa.

## Étymologie
Elles étaient connues des Romains sous le nom d'Aquae Frigidae ; le terme Kefrida est dérivé de ce même mot latin qui signifie « fontaine fraîche ». C’est le nom d’un village perché sur le mont d’Igoulalen d'où viennent les eaux des cascades.

## Description
Les cascades de Kefrida sont situées à 8 km du cap Aokas sur un col entre deux sommets montagneux : l’Adrar Djama n’Siah à l’ouest et l’Ablat Amellah (altitude 1 364 m) à l’est dans la chaine des Babors. Elles ont une hauteur totale de 50 mètres.
Les cascades sont au nombre de trois. Les chutes d'eau prennent naissance à Tala Kefrida, à environ  800 mètres. Elles sont également un pôle d’attraction pour des milliers de visiteurs chaque année. La plus connue et la plus visitée est celle située à proximité de la RN9, reliant les wilayas de Béjaïa et de Sétif.